# 閻廷獻
閻廷獻（?—?），直隸省永平府昌黎縣人，清朝政治人物、同進士出身。
光緒二十九年（1903年），参加光緒癸卯科殿試，登進士三甲第117名。同年閏五月，授内阁中书。